# Pedro Opaso Cousiño
Pedro Opaso Cousiño (Santiago, 14 de mayo de 1911-ibíd., 11 de septiembre de 1969) fue un abogado y político chileno, militante del Partido Liberal. Se desempeñó como diputado y senador de la República.

## Primeros años de vida
Hijo del exsenador y Presidente de la República subrogante, Pedro Opaso Letelier y de Sara Cousiño Talavera. Educado en el Colegio de los Sagrados Corazones de Santiago. Ingresó a la Facultad de Derecho de la Pontificia Universidad Católica de Chile donde se graduó de abogado en 1933, con una tesis titulada “Recurso de inconstitucionalidad”.
Contrajo matrimonio con María López Latorre.

### Vida profesional
Ejerció su profesión de abogado en Santiago y Talca. Se dedicó también a actividades agrícolas, explotando el fundo Panguilemu, cerca de Talca.
Fue socio y organizador de "Interam", director del Banco Central de Chile, gerente de la Compañía Salitrera de Iquique; presidente de las Compañías Mineras de Cerro Negro y Tamaya.

### Otras actividades
Fue miembro de la Sociedad Nacional de Agricultura, del Club de La Unión y del Club de Talca.

## Vida política
Militante del Partido Liberal, del cual llegó a ser Vicepresidente Nacional.
Fue elegido diputado por la 14.ª agrupación departamental de Linares, Loncomilla y Parral (1937-1941), integrando la comisión permanente de Agricultura y Colonización. Participó además de la Comisión Investigadora en la Distribución del Dinero y Especies Donadas para Damnificados del Terremoto de 1939.
Reelecto diputado, por la misma agrupación distrital (1941-1945), formando parte de las comisiones permanente de Constitución, Legislación y Justicia; la de Educación y la de Hacienda.
Nuevamente diputado (1945-1949). Integró en esta oportunidad la comisión permanente de Relaciones Exteriores y la de Economía y Comercio.
Electo senador por la 6.ª agrupación provincial de Curicó, Talca, Linares y Maule (1949-1957). Fue miembro de la comisión permanente de Gobierno, de Agricultura y Colonización y de Reglamento.
El 22 de febrero de 1950, junto al senador Hernán Videla Lira, comunicó al Ejecutivo la vacancia del cargo ocupado por Neftalí Reyes Basoalto, por haber permanecido más de un año ausente del país sin la autorización competente. El 11 de julio de 1950 se incorporó al Senado, el electo senador complementario Radomiro Tomic Romero (falangista).
Representante del Senado ante el Consejo del Servicio de Seguro Social.

## Historial electoral

### Elecciones parlamentarias de 1965
- Elecciones parlamentarias de 1965 a Senador por la Sexta Agrupación Provincial de Curicó, Talca, Maule y Linares Período 1965-1973 (Fuente: Dirección del Registro Electoral, domingo 7 de marzo de 1965)